# Landgericht Thurnau
Das Landgericht Thurnau war ein von 1852 bis 1879 bestehendes bayerisches Landgericht älterer Ordnung mit Sitz in Thurnau. Es gehörte zum Regierungsbezirk Oberfranken.
Es wurde anstelle der Gerichts- und Polizeibehörde Thurnau eingerichtet, die vorübergehend die Verwaltung des 1848 aufgelösten Herrschaftsgericht Thurnau übernommen hatte. Seit 1862 war das Landgericht nur noch für die Gerichtsbarkeit zuständig, während die Verwaltung vom neu geschaffenen Bezirksamt Kulmbach übernommen wurde. 1879 wurde schließlich das Landgericht in das Amtsgericht Thurnau umgewandelt.

## Gemeinden
Im Jahr 1852 gab es 24 Ruralgemeinden:
- Alladorf mit Lochau und Trumsdorf;
- Azendorf mit Neudorf und Reuth;
- Berndorf mit Hohezorn, Kröglitzen, Poppenleithen, Quartier, Ruh und Wiesenmühle;
- Buchau mit Friedrichsberg, Steinsorg, Weihermühle und Witzmannsberg;
- Döllnitz mit Hammerhaus, Hammermühle und Pulvermühle;
- Felkendorf mit Kleetzhöfe;
- Fesselsdorf mit Kaltenhausen;
- Heubsch mit Krumme Fohre und Papiermühle;
- Hutschdorf mit Bauloch, Buchloch, Fahrenbühl, Hammerhaus, Hutweide, Katzenlohe, Kemeritz, Lanzenreuth, Leimenhaus, Partenfeld, Rottlersreuth und Schlottermühle;
- Kasendorf mit Buchhaus, Forstleithen, Lindenberg und Neuwirthshaus;
- Katschenreuth mit Affalterhof, Ameisloch, Frankenberg, Grünbaum, Heinersreuth, Hitzmain, Windischenhaig und Wolpersreuth;
- Langenstadt mit Igelsreuth;
- Limmersdorf mit Hörlinreuth und Reuthof;
- Lopp mit Bechtelsreuth, Finkenmühle, Krötennest und Wüstenbuchau;
- Menchau mit Leesau;
- Muckenreuth mit Hirschgründlein, Hörethshof, Jöslein, Mermettenreuth, Oberzinkenflur, Rudolphsberg, Schlappach, Tauberhof und Unterobsang;
- Neustädtlein am Forst mit Heisenstein, Pleofen, Putzenstein, Simmelbuch und Waldhütte;
- Peesten mit Dörnhof und Lichtentanne;
- Proß mit Appenberg, Gundersreuth und Neuenreuth;
- Sanspareil mit Gelbsreuth, Großenhül und Kleinhül,
- Schirradorf mit Welschenkahl;
- Tannfeld;
- Thurnau mit Eckersdorf, Fallmeisterei, Mühlberg, Neidsmühle, Oberschorrmühle, Oberwolfsknock, Todtenhaus, Unterschorrmühle, Unterwolfsknock und Weiherhaus;
- Willmersreuth.

1853 wurde die Gemeinde Neuenreuth am Main gebildet. Bis dahin gehörte der Ort zur Gemeinde Brücklein im Landgericht Kulmbach.
1856 wurden von der Gemeinde Kasendorf die Orte Buchhaus, Forstleithen und Neuwirthshaus an die Gemeinde Limmersdorf abgegeben.